# NSB Type 3a
Die norwegische Dampflokomotive Type 3a wurde 1875 als Einzelstück von Robert Stephenson in Newcastle upon Tyne, England, mit der Fabriknummer 1616 für die Bahnstrecke Oslo–Kongsvinger–Furumoen (Kongsvingerbanen – KB) gebaut.
Lok 3a 19 wurde am 26. April 1915 außer Dienst gestellt und verschrottet.